# دييغو هينريكي باربوزا دوس سانتوس
دييغو هينريكي باربوزا دوس سانتوس (بالبرتغالية: Diego Henrique Barboza dos Santos‏) الشهير باسم دييغو باربوزا (27 يوليو 1989) لاعب كرة قدم برازيلي يجيد اللعب في مركز الوسط المهاجم كما يجيد اللعب في مركزي الجناح الأيسر والمهاجم.